# Peace River South (circonscription britanno-colombienne)
Pour les articles homonymes, voir Peace River.
Circonscription électorale provinciale du Canada
Peace River South est une circonscription provinciale de la Colombie-Britannique représentée à l'Assemblée législative de la Colombie-Britannique depuis 1991.

## Géographie
En 2020, la circonscription représente le district régional de Peace River dans le centre-nord-est de la province. Les villes de la circonscription sont Dawson Creek, Chetwynd, Tumbler Ridge et Pouce Coupe. Les communautés de Rolla, Pine Valley et Tupper sont aussi représentées par la circonscription.

## Liste des députés
| Législature                                                  | Années                                                       | Député                                                       | Député                                                       | Parti                                                        |
| Peace River South Circonscription issue de South Peace River | Peace River South Circonscription issue de South Peace River | Peace River South Circonscription issue de South Peace River | Peace River South Circonscription issue de South Peace River | Peace River South Circonscription issue de South Peace River |
| ------------------------------------------------------------ | ------------------------------------------------------------ | ------------------------------------------------------------ | ------------------------------------------------------------ | ------------------------------------------------------------ |
| 35e                                                          | 1991–1994                                                    |                                                              | Jack Weisgerber                                              | Créditiste                                                   |
| 35e                                                          | 1994-1996                                                    |                                                              | Jack Weisgerber                                              | Réformiste                                                   |
| 36e                                                          | 1996–1997                                                    |                                                              | Jack Weisgerber                                              | Réformiste                                                   |
| 36e                                                          | 1997-2001                                                    |                                                              | Jack Weisgerber                                              | Indépendant                                                  |
| 37e                                                          | 2001–2005                                                    |                                                              | Blair Lekstrom                                               | Libéral                                                      |
| 38e                                                          | 2005–2009                                                    |                                                              | Blair Lekstrom                                               | Libéral                                                      |
| 39e                                                          | 2009–2010                                                    |                                                              | Blair Lekstrom                                               | Libéral                                                      |
| 39e                                                          | 2010-2011                                                    |                                                              | Blair Lekstrom                                               | Indépendant                                                  |
| 39e                                                          | 2011-2013                                                    |                                                              | Blair Lekstrom                                               | Libéral                                                      |
| 40e                                                          | 2013–2017                                                    |                                                              | Mike Bernier                                                 | Libéral                                                      |
| 41e                                                          | 2017–2020                                                    |                                                              | Mike Bernier                                                 | Libéral                                                      |
| 42e                                                          | 2020–2023                                                    |                                                              | Mike Bernier                                                 | Libéral                                                      |
| 42e                                                          | 2023-2024                                                    |                                                              | Mike Bernier                                                 | United                                                       |
| 42e                                                          | 2024–en cours                                                |                                                              | Larry Neufeld                                                | Conseravteur                                                 |